# Dama i śmierć
Dama i śmierć (ang. The Lady and the Reaper, es. La Dama y la muerte, 2009) – hiszpańska krótkometrażowa animacja komediowa w reżyserii Javiera Recio Gracia.

## Fabuła
Historia staruszki, która marzy, by zakończyć żywot i spotkać się z ukochanym mężem. Kiedy marzenia babci mogą się wreszcie spełnić i Śmierć chce zabrać ją do krainy umarłych, młody lekarz ratuje starszą panią. Zirytowna Śmierć stara się za wszelką cenę wygrać z lekarzem walkę na śmierć i życie.